# Llista Democràtica de Natzaret
La Llista Democràtica de Natzaret (en àrab القائمة الديموقراطية للناصرة, al-Qāʾima ad-Dīmuqraṭiyya li-n-Nāṣira; en hebreu רשימה דמוקרטית של נצרת, Reiximà Demoqràtit xel Natsrat) fou un partit polític d'Israel, l'únic partit dels àrabs d'Israel que va obtenir representació a la Kenésset a les eleccions legislatives d'Israel de 1949. El partit, patrocinat pel Mapai de David Ben-Gurion, rebia el seu nom per la població de Natzaret, de majoria àrab. Fou una de les llistes satèl·lit àrabs creades amb la finalitat de captar vots àrabs i incloure els àrabs israelians en el funcionament de l'Estat per tal de demostrar que jueus i àrabs podien coexistir pacíficament.
Es presentà a les eleccions de 1949 i va obtenir l'1,7% dels vots i dos escons, que foren per als seus caps Amin-Salim Jarjora i Seif el-Din el-Zoubi. El partit va ser patrocinat pel Mapai que, com Ben-Gurion, estava disposat a incloure els àrabs d'Israel en el funcionament de l'Estat per tal de demostrar que jueus i àrabs podrien coexistir pacíficament i productiva, i durant la dècada de 1950 el Mapai va patrocinar d'altres partits àrabs. Com a resultat de l'associació, el partit formà part de les coalicions que es van formar per al primer i segon governs durant la primera Kenésset.
El partit no es presentà a les eleccions del 1951, encara que el-Zoubi va ser escollit en la Llista Democràtica dels Àrabs Israelians. Jarjora no va tornar a la Kenésset, però va esdevenir alcalde de Natzaret, el 1954, càrrec que va ocupar fins a ser reemplaçat per el-Zoubi el 1959.